# Aurel Ciupe
Aurel Ciupe (Lugos, 1900. május 16. – Kolozsvár, 1988. július 18.) román festőművész.

## Életpályája
1900. május 16-án született Lugoson. A Coriolan Brediceanu középiskolába járt, Virgil Simonescu akadémikus festő tanítványa volt. A középiskola idején a nagybányai festőiskolába járt. 1918 őszén Budapesten beiratkozott a jogi egyetemre és ezzel párhuzamosan szépművészetet is tanult. A háború évi események hatására Bukarestben folytatta tanulmányait, a Művészeti Akadémia tanfolyamain illetve a jogi karon. 1919-ben az erdélyi román kormányzótanács ösztöndíjával a párizsi Julian Akadémia hallgatója lett. Aurel Ciupét párizsi tanulmányai idején lenyűgözte Pierre-Auguste Renoir, Paul Cezanne és Claude Monet festők munkássága. 1922-ben Jászvásárra ment, hogy ott ismertesse el franciaországi tanulmányait; itt szerzett diplomát 1923-ban. 1924-ben Olaszországban tanult, utána Marosvásárhelyre érkezett vissza, mert szülei időközben ott telepedtek le.
1925-től 1933-ig a Kolozsvári Képzőművészeti Intézet tanára volt. 1932-től átvette a marosvásárhelyi városi képtár igazgatását; ezt a tisztséget 1940-ig töltötte be. Vezetése alatt a képtár 120 festménnyel gazdagodott, olyan szerzőktől mint Nicolae Grigorescu, Ion Andreescu, Ştefan Luchian, Nicolae Tonitza, Ion Vlasiu és Octav Băncilă. 1940-ben Temesvárra költözött, ahol a Bánsági Múzeum igazgatója lett.
Az 1948-ban alapított kolozsvári Magyar Művészeti Intézet képzőművészeti karának ő lett az első dékánja, majd az 1950-es átszervezés során alakult Ion Andreescu Képzőművészeti Intézet első rektora.
Felesége és egyben tanítványa is Ciupe Mária Sarolta festő, textilművész, grafikus volt. Tanítványai közé tartozott többek között Barabás István, Csorvássy István, Ferenczy Júlia, Hajós Imre, Incze István, Kemény Árpád, Macskásy József, Tasso Marchini, Letiția Munteanu, Nagy Pál, Nemes Irén, Nemes László.

## Munkái
Számos portré, tájkép szerzője volt.
- Artemisz feje - olaj, vászon (1973)

## Kiállításai
- Lugos (1924)
- Kolozsvár (1957)
- Bukarest (1965)
- Arad (1968)
- Kolozsvár (1969)
- Galați (1970)
- Marosvásárhely (1970)
- Bukarest (1975)
- Bukarest–Kolozsvár (1980)
- Marosvásárhely, Kultúrpalota (2019)[7]

## Elismerései
- 1937: bronzérem a párizsi nemzetközi kiállításon
- 1946: a Művészeti Minisztérium díja
- 1954: Munka Érdemrend III. osztály
- 1964: a Román Népköztársaság Állami Díja
- a Román Akadémia Ion Andreescu-díja